# جغرافيا اقتصادية
تهتم الجغرافيا الاقتصادية بدراسة مكان الأنشطة الاقتصادية وتوزيعها وتنظيمها المكاني على سطح الكرة الأرضية، وتركز على مواقع صناعة، تجارة، تجارة التجزئة والجملة، مواصلات، والقيمة المتغيرة للعقار. كما تدرس الأنشطة الزراعية والتجارة العالمية.
ظهرت الجغرافيا الاقتصادية عام 1888 وهي تهتم بدراسة الموارد الاقتصادية في العالم من حيث توزيعها تباينها وربط هذا التباين بالعوامل البشرية والطبيعية والحضارية المتحكمة في الإنتاج النقل التوزيع والاستهلاك

## التأثيرات والخلفية النظرية
ثمة مقاربات منهجية متنوعة. يميل علماء نظرية الموقع الكلاسيكية الجديدة الذين يتبعون نهج ألفري ويبر إلى التركيز على الموقع الصناعي واستخدام طرق كمومية. منذ سبعينيات القرن العشرين، قُوبلت المقاربات الكلاسيكية الجديدة بردَّي فعل كبيرين غيرا النظام بشكل واضح: الاقتصاد السياسي الماركسي، الذي نتج من أعمال ديفيد هارفي، والجغرافيا الاقتصادية الجديدة التي تأخذ بالحسبان العوامل الاجتماعية والثقافية والمؤسساتية للاقتصاد المكاني.
حلل علماء الاقتصاد مثل بول كروغمان وجيفري ساكس العديد من الخواص المرتبطة بالاقتصاد الاجتماعي. سمى كروغمان تطبيقه للتفكير المكاني على نظرية التجارة الدولية «الجغرافيا الاقتصادية الحديثة» والتي تتنافس مباشرة مع مقاربة ضمن نظام الجغرافيا تحمل أيضًا مسمى «الجغرافيا الاقتصادية الحديثة». اقتُرِح اسم علم الاقتصاد الجغرافي كبديل.

## تاريخيًا
توجد أولى المقاربات للاقتصاد الجغرافي في الخرائط الصينية السبعة من حكومة كين والتي يعود تاريخها إلى القرن الرابع قبل الميلاد، وفي عمل الجغرافي اليوناني سترابو «جيوغرافيكا» الذي أُلِّف منذ ألفي عام. ومع تطور رسم الخرائط وضح الجغرافيون عدة جوانب تستخدم حاليًا في هذا المجال: وضعت عدة قوى أوروبية مختلفة خرائط تصف الموارد الأكثر احتمالية أن توجد في الأراضي الآسيوية والأفريقية والأميركية. احتوت أولى مذكرات السفر على توصيف للسكان الأصليين والمناخ والمناظر الطبيعية والإنتاجية في عدة مواقع. شجعت هذه التوصيفات الأولى على تطور أنماط التجارة بين القارات وفتحت الباب أمام حقبة النزعة التجارية.
ساهمت الحرب العالمية الثانية في انتشار المعرفة الجغرافية بشكل عام، وساهم التعافي الاقتصادي عقب الحرب، بالإضافة إلى التطور، في نمو الجغرافيا الاقتصادية بصفتها كنظام. وفي وقت شهرة النظرية الحتمية البيئية، أثر إلسورث هنتينغتون ونظريته عن الحتمية المناخية بهذا المجال بشكل ملحوظ إلا أنه انتُقد بشدة في وقت لاحق. جاءت مشاركات قيمة من علماء نظرية الموقع أمثال جوهان هينريتش فون ثونين أو ألفريد ويبر. ومن النظريات المؤثرة الأخرى نظرية والتر كريستالر عن المكان المركزي، نظرية المركز والأطراف.
نشر فريد كي شايفر مقالًا بعنوان «الاستثنائية في الجغرافيا» ضمن الصحيفة الأميركية «سجلات اتحاد الجغرافيين الأميركيين» وكان لانتقاده للإقليمية أثر كبير في هذا المجال، فكان مقاله نقطة تجمع للجيل الشاب من الجغرافيين الاقتصاديين العازمين على إعادة ابتكار النظام كعلم، وبدأت الطرق الكمومية تنتشر في الأبحاث. ومن بين الجغرافيين المشهورين في هذا المجال ويليام غاريسون وبرايان بيري ووالدو توبلر وبيتر هاغيت وويليام بانج.
يميل الجغرافيون الاقتصاديون المعاصرون إلى التخصص في مجالات مثل نظرية الموقع والتحليل المكاني (بمساعدة أنظمة المعلومات الجغرافية) وبحث الأسواق وجغرافية النقل والابتكار وشبكات العمل الاجتماعية.

## مناهج الدراسة
الجغرافيا الاقتصادية نظام واسع جدًا يستخدم فيه الجغرافيون الاقتصاديون منهجيات مختلفة في دراستهم للظواهر الاقتصادية في العالم. تطورت بعض هذه المناهج الدراسية مع مرور الزمن:
- تركز جغرافيا الاقتصاد النظرية على بناء نظريات عن التنظيم المكاني وتوزيع النشاطات الاقتصادية.
- تدرس جغرافيا الاقتصاد الإقليمية الظروف الاقتصادية في مناطق معينة أو بلدان معينة من العالم. تتعامل مع الهيكلة الإقليمية الاقتصادية بالإضافة إلى التطوير الاقتصادي المحلي.
- تدرس جغرافيا الاقتصاد التاريخية تاريخ وتطور البنية الاقتصادية المكانية. وباستخدام البيانات التاريخية تتمكن هذه الجغرافيا من دراسة آلية انتقال مراكز النشاط الاقتصادي والتجمع السكاني، وأية أنماط من التخصص الإقليمي قد تطورت مع الوقت والعوامل التي تفسر هذه التغيرات.[7]
- تتبنى جغرافيا الاقتصاد التطورية منهجًا تطوريًا للجغرافيا الاقتصادية، وعلى وجه التحديد تستخدم جغرافيا الاقتصاد التطورية مفاهيم وأفكار من علم الاقتصاد التطوري لفهم تطور المدن والمناطق والأنظمة الاقتصادية الأخرى.
- الجغرافيا الاقتصادية النقدية وهي منهج مأخوذ من وجهة نظر الجغرافيا النقدية المعاصرة وفلسفتها.
- تدرس الجغرافيا الاقتصادية السلوكية العمليات الإدراكية التي يستند إليها التفكير المكاني واتخاذ القرارات بشأن الموقع وسلوك الشركات والأفراد.[8]

تجري مقاربة الجغرافيا الاقتصادية بكونها فرع من الجغرافيا البشرية يركز على الأنظمة الإقليمية للنشاط الاقتصادي البشري. يمكن تنظيم وصف بديل عن مناهج دراسة النشاط الاقتصادي البشري عن التحليل المكاني الزماني وتحليل إنتاج/استهلاك العناصر الاقتصادية وتحليل التدفق الاقتصادي. تشمل أنظمة التحليل المكاني الزماني النشاطات الاقتصادية للمنطقة والمساحات الاجتماعية المختلطة والتطوير.
في المقابل قد يركز التحليل على الإنتاج والتبادل والتوزيع ونشاط استهلاك العناصر الاقتصادية. يستطيع الجغرافي أن يدرس أيضًا التدفق المادي وتدفق المواد الخام وتدفق السكان وتدفق المعلومات من أجزاء مختلفة من نظام النشاط الاقتصادي، وذلك من خلال السماح بتنوع مقاييس الزمان والمكان والعنصر. ومن خلال تحليل التدفق والإنتاج تُربط المناطق الصناعية ومناطق السكن المدنية والريفية وموقع النقل ومرافق الخدمات التجارية والتمويل والمراكز الاقتصادية الأخرى ضمن نظام نشاط اقتصادي.

## الأفرع
تُقسم الجغرافيا الاقتصادية من ناحية الموضوع إلى هذه الأنظمة الفرعية:
- جغرافيا الزراعة

تُعد تقليديًا فرعًا من الجغرافيا الاقتصادية التي تدرس أجزاء سطح الأرض التي حولها البشر من خلال نشاطات القطاع الأولي. تركز بالتالي على بنية المناظر الطبيعية الزراعية وتطالب بالعمليات التي تؤدي لهذه النماذج المكانية. يركز معظم البحث في هذا المجال على الإنتاج أكثر من الاستهلاك إلا أنه بالإمكان التمييز بين البحث بالاعتماد على القانون (مثلًا: توزيع العمليات والنماذج الزراعية المكانية) والبحث الفردي (مثلًا: التفاعل بين الإنسان والبيئة وتشكيل المناظر الطبيعية الزراعية). وفي الغالب يطبق المنهج الثاني من الجغرافية الزراعية ضمن الجغرافية الإقليمية.
- جغرافية الصناعة
- جغرافيا التجارة الدولية
- جغرافيا الموارد
- جغرافيا النقل والاتصالات
- جغرافيا التمويل

قد تتداخل هذه المجالات الدراسية مع علوم جغرافية أخرى.

## علماء الاقتصاد والجغرافيون الاقتصاديون
بشكل عام يدرس علماء الاقتصاد المهتمين بالمكان تأثير المساحة على الاقتصاد. ومن جهة أخرى يهتم الجغرافيون بتأثير العمليات الاقتصادية على البنى المكانية.
وأيضًا يختلف علماء الاقتصاد والجغرافيون بأساليبهم في مقاربة المشاكل الاقتصادية المكانية بطرق عديدة. سيعتمد الجغرافي الاقتصادي غالبًا منهجًا أكثر شمولية لتحليل الظواهر الاقتصادية، ويكون ذلك من خلال وضع مفهوم للمشكلة من ناحية المساحة والمكان والحجم بالإضافة إلى المشكلة الاقتصادية العلنية التي تجري دراستها. بالنسبة لبعض الجغرافيين  يعتبر العيب الرئيسي للمنهج الاقتصادي أنه يجانس العالم الاقتصادي بطرق يحاول تجنبها الجغرافيون الاقتصاديون.

## الجغرافيا الاقتصادية الجديدة
ازدادت حالات عدم المساواة الاقتصادية بشكل مكاني مع ظهور الاقتصاد الجديد. يتسم الاقتصاد الجديد عمومًا بالعولمة والاستخدام المتزايد للمعلومات وتقنيات الاتصالات وازدياد المعرفة بالبضائع والتأنيث. مكّن هذا الاقتصاد الجغرافيين الاقتصاديين من دراسة التقسيمات الاجتماعية والمكانية الناتجة عن ظهور الاقتصاد الجديد متضمنة ظهور الفجوة الالكترونية. تتألف الجغرافيات الاقتصادية الحديثة بشكل اساسي من قطاعات خدمية من الاقتصاد تستخدم التكنولوجيا الخلاقة مثل الصناعات التي يعتمد فيها الناس على الكمبيوترات والانترنت. وفيها انتقال من الاقتصادات المعتمدة على التصنيع إلى الاقتصادات الرقمية. في هذه القطاعات، تجعل المنافسة من التغير التكنولوجي أمرًا راسخًا. تعتمد قطاعات التكنولوجيا المتطورة هذه بشكل كبير على العلاقات بين الأشخاص والثقة، لأن تطوير أشياء مثل البرمجيات يختلف عن أنواع أخرى من التصنيع الصناعي، أي يتطلب مستويات عالية من التعاون بين العديد من الناس بالإضافة إلى استخدام المعارف الضمنية. وكنتيجة لضرورة التعاون، يوجد تجمع لعدة شركات في الاقتصاد الجديد للتقنيات المتطورة.